# 华中科技大学协和深圳医院
华中科技大学协和深圳医院（简称：协和深圳医院）是广东省深圳市南山区的一所三级甲等综合医院。位于桃园路89号。曾使用深圳市南山区人民医院、深圳市第六人民医院等名称，2019年更为现名。但本地居民一般更常叫做南山医院。

协和深圳医院

## 历史
1946年3月，国民党宝安县政府在宝安县立中学（今南头中学）后的一座庙内设立卫生院，面积约250平方米，职员20余人，床位20张，条件极为简陋。
1949年10月宝安县宣布解放后后，宝安县卫生院由解放军接管，后改为宝安县人民政府卫生院。
1953年12月，宝安县卫生院随县政府迁深圳镇（这一部分后改为深圳市人民医院），留下部分人员，在原址设立宝安县卫生院南头分院（又称南头卫生院），有职工20余人，病床10余张。
1954年，南头卫生院迁至南头中学东侧的天主堂，占地约500平方米，有职工20余人、病床20张左右，下辖蛇口联合诊所、西乡联合诊所、石岩卫生院。
1958年，南头卫生院改名为南头公社中心卫生院。1969年，又易名为南头地段卫生院，职工30余人，病床仍为20多张。
1983年，南头地段卫生院改称南头区人民医院，职工116人，其中医护技术人员75人，下设南头街门诊部、第二门诊部、西丽门诊部。
1984年，南头区人民医院住院楼建成，床位80余张，设内儿科、外科、妇产科，内儿科附设传染病房床位20余张，外科开展普外、泌尿外科、脑外及骨科业务。
1992年，南头区人民医院更名为南山区人民医院。1993年7月3日，从南头古城周边迁至桃园路89号 新址占地5.6万平方米，有职工423人，床位200余张：设业务科室13个，年门诊量319895人次。
1995年，被评为二级甲等医院和“爱婴医院”。
2003年10月，新住院大楼落成，占地面积5.6万平方米，建筑面积9.6万平方米，门诊区和住院部完全分开。
2005年，南山区人民医院加挂深圳市第六人民医院名称。
2009年11月，南山区人民医院与华中科技大学协和医院开展全面合作，加挂华中科技大学协和深圳医院为第二名称。
2011年，晋升三级甲等综合医院。
2019年，变更“华中科技大学协和深圳医院”为医院第一名称。

## 資料來源
1. ↑  . www.sz.gov.cn.   [2023-04-27]. （原始内容存档于2023-05-03）.
2. ↑  . 新浪网.   [2023-05-01]. （原始内容存档于2023-05-07）.
3. ↑  . www.sznsyy.cn.   [2023-04-27].[]